# NGC 2369A
NGC 2369A is een balkspiraalstelsel in het sterrenbeeld Kiel. Het bevindt zich in de buurt van NGC 2369 en NGC 2369B.

## Synoniemen
- ESO 88-8
- AM 0718-625
- IRAS07182-6250
- PGC 20640